# 4036 Whitehouse
4036 Whitehouse (1987 DW5) là một tiểu hành tinh vành đai chính được phát hiện ngày 21 tháng 2 năm 1987 bởi H. Debehogne ở Đài thiên văn Nam Âu.